# حسن أباد (ميانة)
حسن أباد هي قرية في مقاطعة ميانة، إيران. عدد سكان هذه القرية هو 1,338 في سنة 2006.